# 单花荠属
单花荠属（学名：Pegaeophyton），也称无茎荠属，是十字花科下的一个属，为多年生无茎草本植物。该属共有3种，分布于喜马拉雅。

## 下属物种
- 小单花荠 Pegaeophyton minutum
- 单花荠 Pegaeophyton scapiflorum
  - 毛萼单花荠 Pegaeophyton scapiflorum var. pilosicalyx
  - 粗壮单花荠 Pegaeophyton scapiflorum var. robustum